# Lac de Gaube
Pour les articles homonymes, voir Gaube (homonymie).

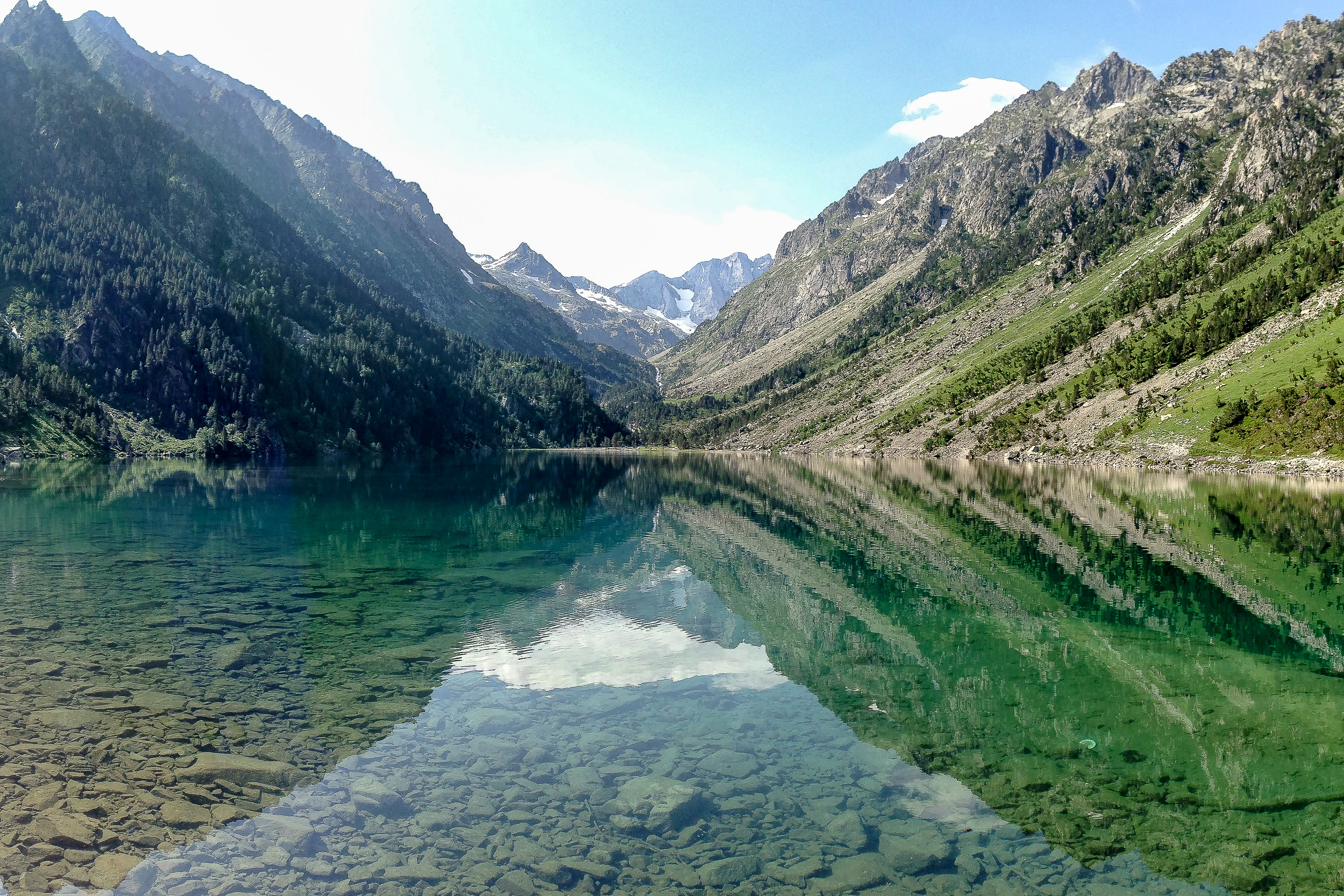
Perspective du lac. Juillet 2013.

Le lac de Gaube est un lac pyrénéen français, situé administrativement dans la commune de Cauterets dans le département des Hautes-Pyrénées en région Occitanie.

## Toponymie
Il s'agirait d'un toponyme pléonastique, gaube ayant le sens de « lac » en gascon. La racine pré-celtique eurasienne gob-, la même que celle des « gaves » pyrénéens, signifie « creux, cuvette, concavité ».

## Géographie
Administrativement, le lac de Gaube se trouve dans le territoire communal de Cauterets, département des Hautes-Pyrénées, région Occitanie dans la vallée de Gaube.

### Topographie
Le lac se situe à une altitude de 1 725 mètres, il est d'une forme ovoïde s'étirant selon un axe nord-sud comme la vallée de Gaube dans laquelle il se trouve.
 
C'est une petite vallée encaissée démarrant au pied du Vignemale (3 298 m) et finissant au pont d'Espagne. Le lac se trouve dans son dernier tiers (six km au nord du Vignemale et deux km au sud du pont d'Espagne). Le lac est surplombé directement par le pic Mayouret (2 688 m) à l'est, le grand Pic des Paloumères (2 720 m) au sud-est, et le pic de Gaube (2 377 m) au nord-ouest.
| Pic de Gaube (2 377 m) | Pont d'Espagne |                                    |
| Crête des Counillères  | lac de Gaube   | Pic Mayouret (2 688 m)             |
|                        |                | grand Pic des Paloumères (2 720 m) |

### Hydrographie
Il est alimenté par le gave des Oulettes de Gaube qui prend le nom de gave de Gaube à sa sortie. Le lac a une profondeur de 40 mètres, une surface de 19 hectares et plus de deux kilomètres de berges. Son comblement est actif et l'embouchure du torrent principal présente un delta formé d'alluvions glaciaires.

### Géologie
Les environs présentent de nombreux éboulis.

## Histoire
Le 20 septembre 1832, deux jeunes mariés britanniques William et Henry Pattison, en voyage de noces dans les Pyrénées, meurent noyés dans les eaux du lac. Ayant loué une barque pour effectuer une promenade sur le lac, ils disparaissent soudainement, sans pouvoir être secourus. Ce fait divers alimente par la suite de nombreuses légendes.

## Protection environnementale
Le lac est situé dans le parc national des Pyrénées.

## Voies d'accès
Accessible en une heure de marche à travers les pins ou par télésiège (montée de 270 mètres) depuis le pont d'Espagne dans la vallée de Cauterets, il est célèbre pour son panorama et sa facilité d'accès à l'hôtellerie. C'est le point de départ de nombreuses randonnées pédestres. Sa rive occidentale est par exemple bordée par le GR 10 en direction du refuge des Oulettes de Gaube.

## Images

Sélection de vues du lac
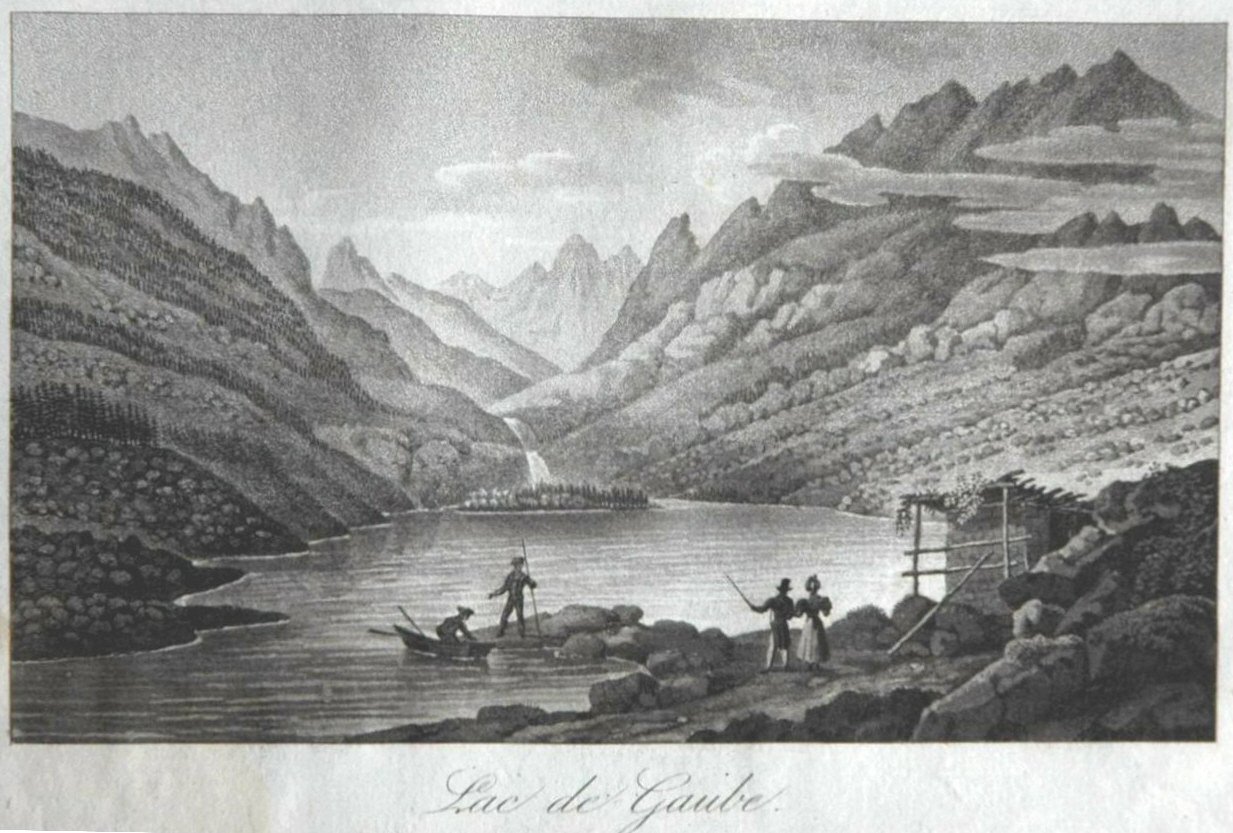
Gravure d'Aristide-Michel Perrot, 1834.
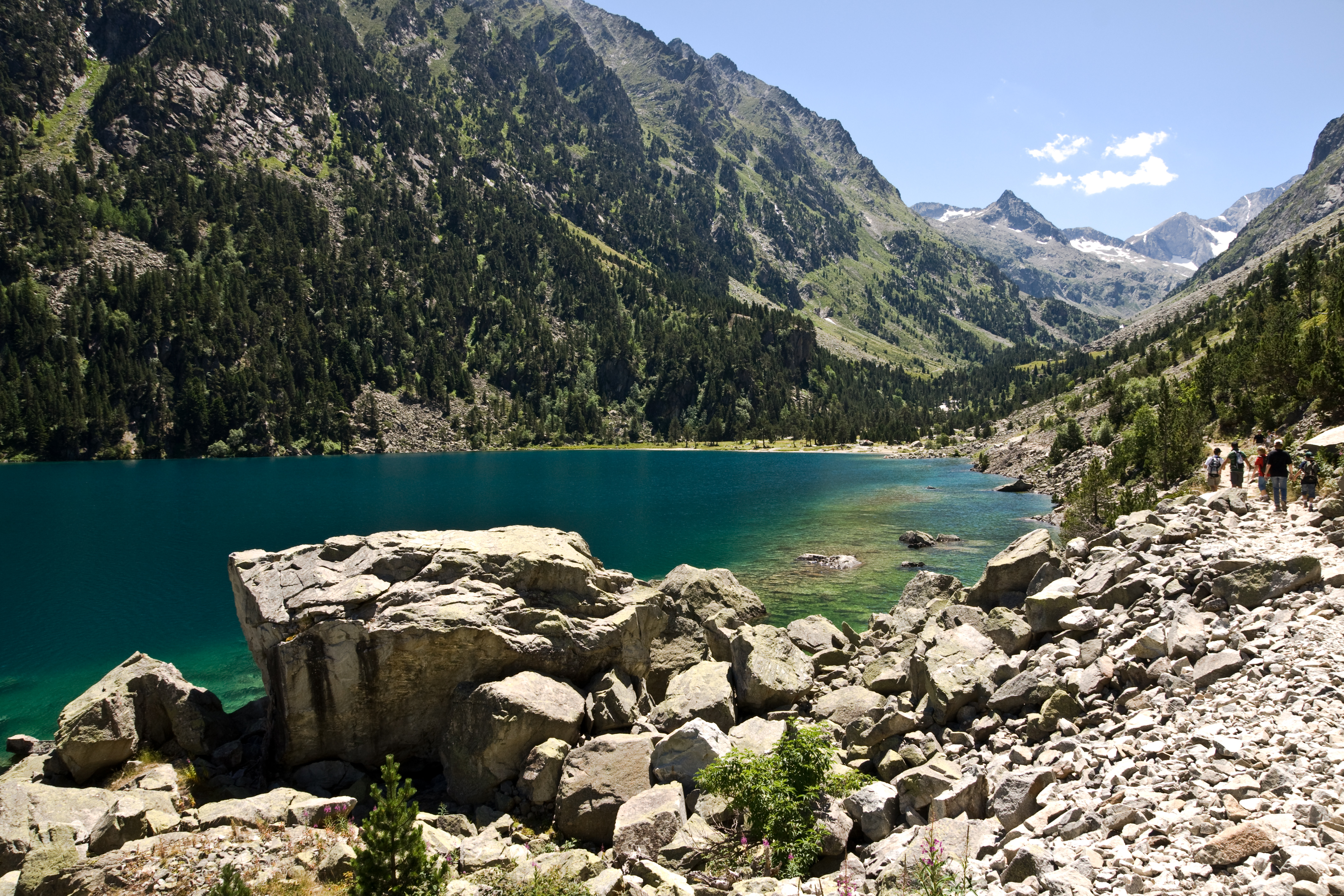
Éboulis au bord du lac.
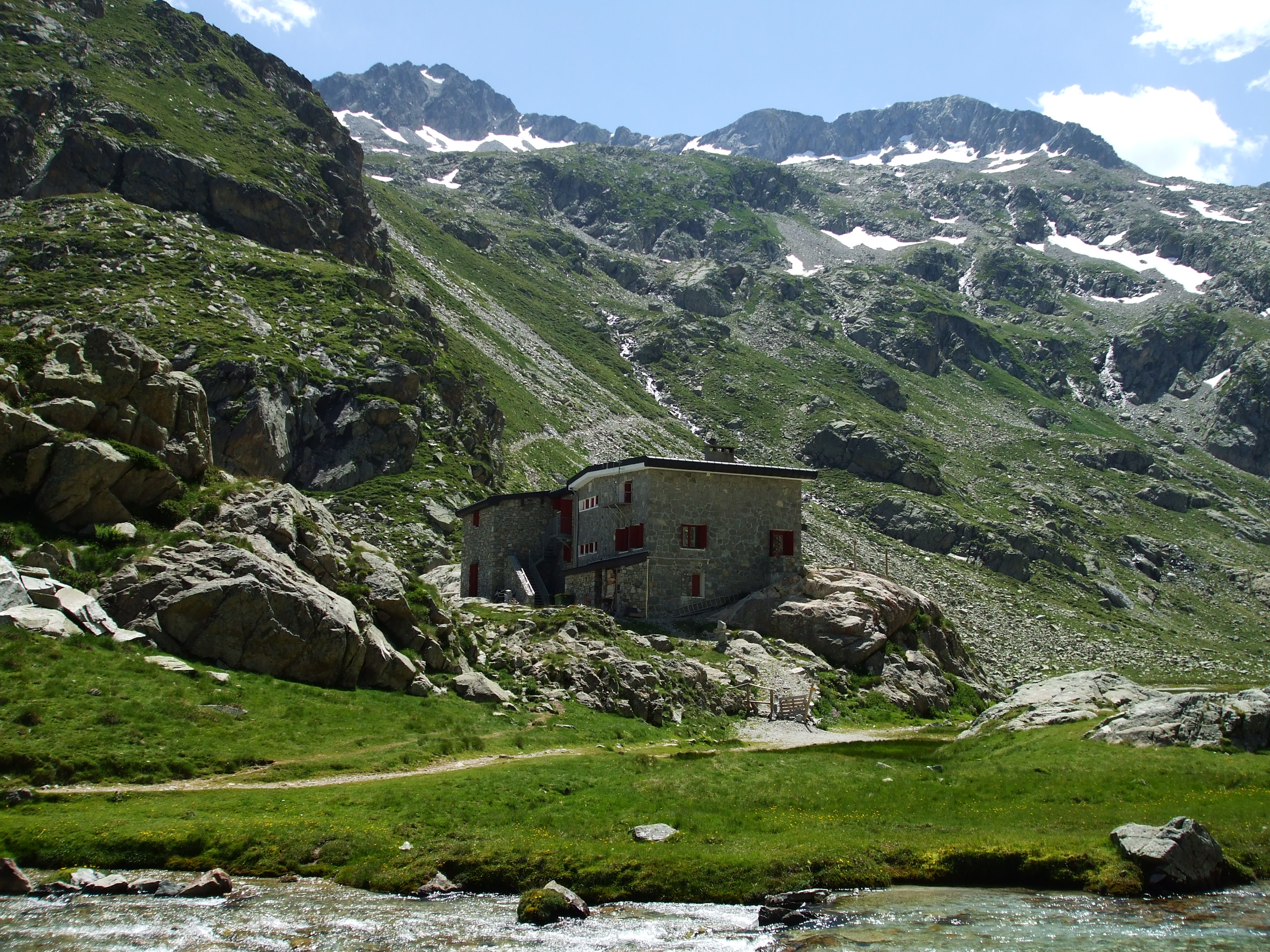
Refuge des Oulettes (2 151 m).